# بيتر باير (أستاذ جامعي)
بيتر باير (بالألمانية: Peter Beyer)‏ هو عالم كيمياء حيوية وأحيائي ألماني، ولد في 9 مايو 1952 في هانوفر في ألمانيا.